# Купріне
Ку́пріне (до 1948 року — Узкасти, крим. Uzqastı) — село Сімферопольського району Автономної Республіки Крим.

## Населення
Згідно з переписом УРСР 1989 року чисельність наявного населення села становила 150 осіб, з яких 69 чоловіків та 81 жінка.
За переписом населення України 2001 року в селі мешкала 281 особа.

### Мова
Розподіл населення за рідною мовою за даними перепису 2001 року:
| Мова              | Відсоток |
| ----------------- | -------- |
| кримськотатарська | 42,35 %  |
| російська         | 35,23 %  |
| українська        | 21,35 %  |
| молдовська        | 0,36 %   |
| інші              | 0,71 %   |